# Miroir
Pour les articles homonymes, voir Miroir (homonymie).

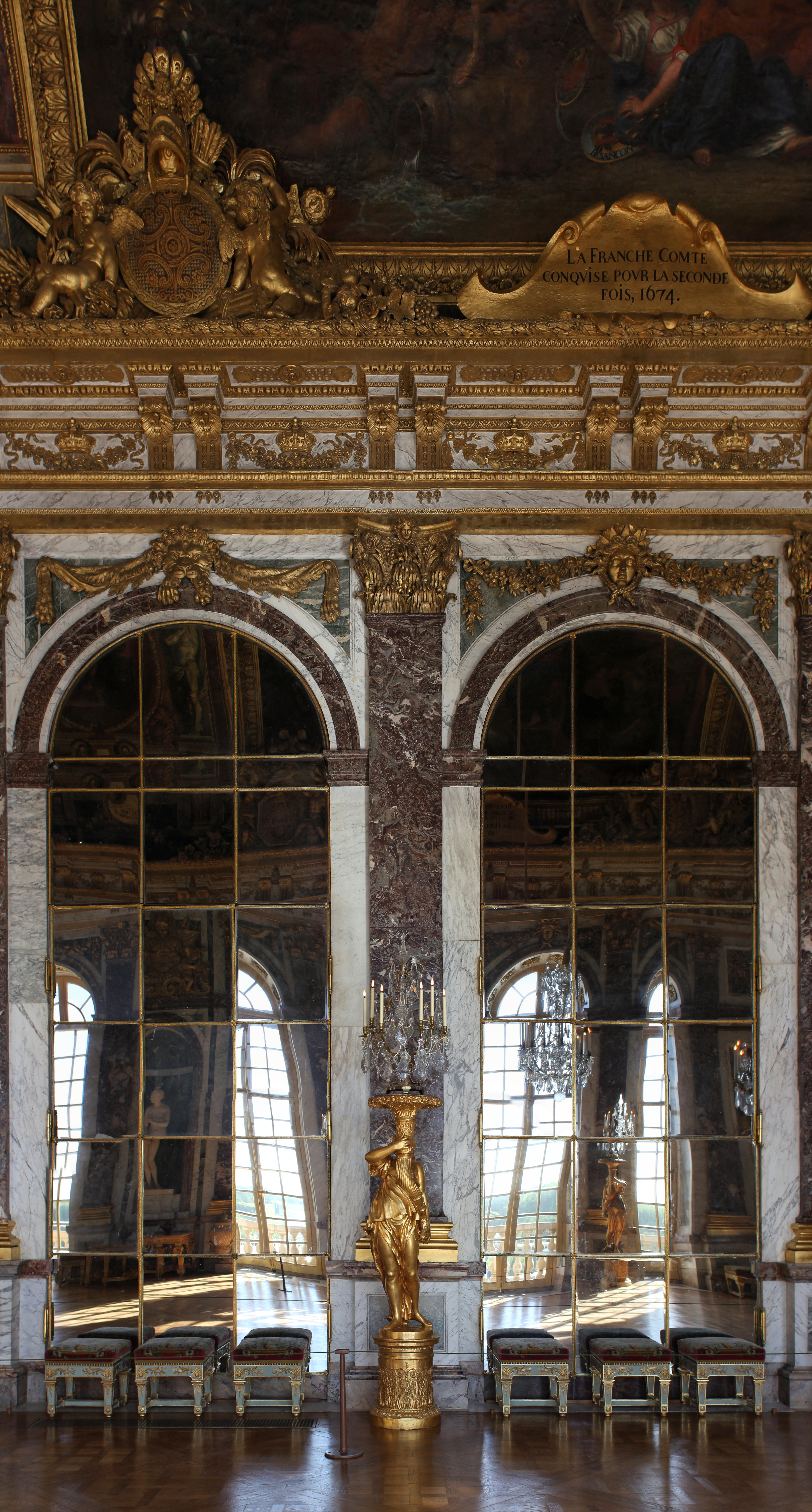
Glaces de la galerie des Glaces du château de Versailles.

Un miroir est un objet possédant une surface suffisamment polie pour qu'une image s'y forme par réflexion et qui est conçu à cet effet. C'est souvent une couche métallique fine, qui, pour être protégée, est placée sous une plaque de verre pour les miroirs domestiques (les miroirs utilisés dans les instruments d'optiques comportent la face métallique au-dessus, le verre n'étant qu'un support de qualité mécanique stable).
En termes de miroiterie, le miroir est une glace de petit volume, c'est-à-dire de petites dimensions.

## Histoire

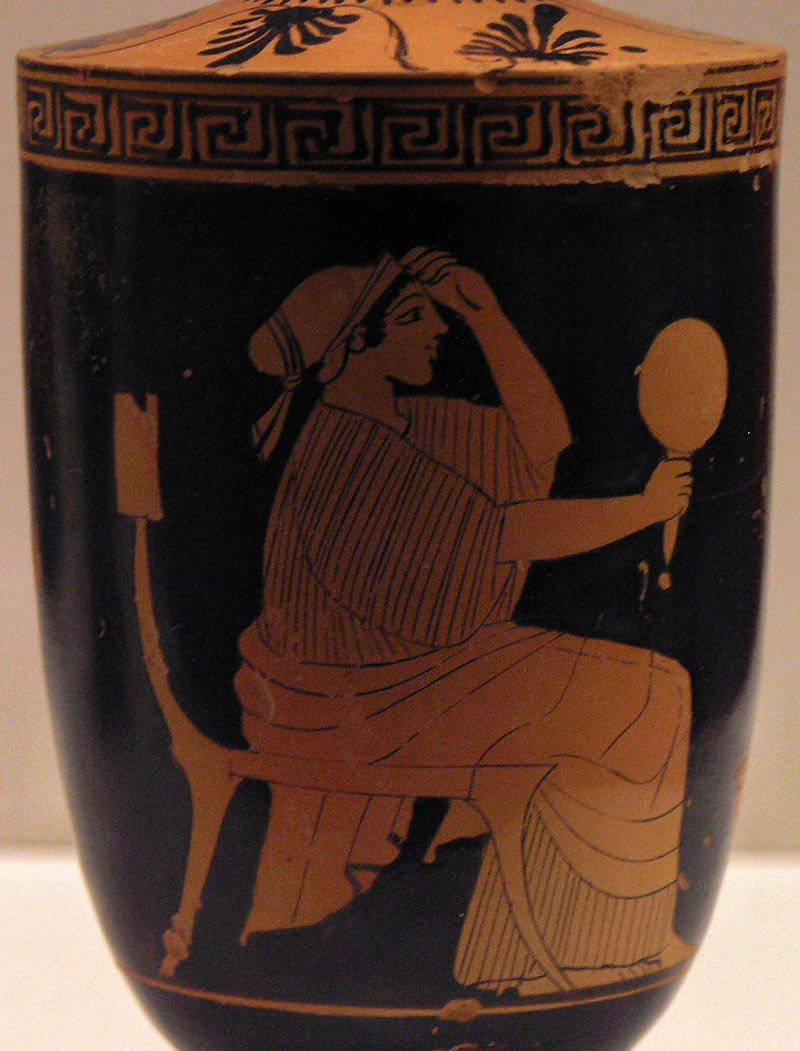
Femme assise tenant un miroir. Grèce antique, céramique à figures rouges Lécythe, ca. 470–460 av. J.-C., musée national archéologique d'Athènes.

Si l'Homme a probablement utilisé des plans d'eau sombre et calme, ou de l'eau recueillie dans un récipient pour pouvoir admirer son reflet dans un premier temps,[réf. nécessaire], les premiers miroirs fabriqués étaient des morceaux de pierre polie comme l'obsidienne, un verre volcanique naturel. Les exemples les plus anciens d'obsidienne trouvés en Anatolie sont datés d'environ 6000 av. J.-C. Des miroirs plus réfléchissants en surface métallique polie furent ensuite conçus : miroirs en cuivre poli datés en Mésopotamie à partir de 4000 av. J.-C. et dans l’Égypte ancienne aux environs de 3000 ans av. J.-C. ; miroirs en bronze poli fabriqués en Chine à partir de 2000 ans av. J.-C.. Dans la Bible, Moïse fait un bassin d'airain avec les miroirs de femmes.
Les Romains utilisaient principalement des miroirs en alliage d'étain (d'où le terme de tain pour désigner cette couche) et de cuivre, puis d'argent, mais aussi des miroirs en verre recouvert d'or ou de plomb fondu. Les miroirs en alliage métallique s'oxydant rapidement, on y attachait une éponge pour les nettoyer et une pierre ponce pour les repolir.
Le miroir en verre évite ce défaut. Le moment de son apparition est mal connu et son existence durant l'Antiquité est l'objet de débats. Seuls deux auteurs évoquent un tel objet : Alexandre d'Aphrodise au IIIe siècle et, avant lui, Pline l'Ancien qui évoque son invention à Sidon et ses « fabricants de verre » au Ier siècle mais les traces archéologiques font remonter les premiers exemplaires au IIIe siècle que l'on trouve essentiellement en Égypte, en Asie mineure, en Germanie et en Gaule, à Reims. Il est alors constitué d'une plaque de verre dont la surface arrière était garnie d'une feuille de métal mais ils sont très petits — de 2  à   7 centimètres de diamètre — et s'apparentent davantage à des amulettes ou des éléments de parure. La qualité médiocre de ceux-ci leur fera préférer les miroirs en métal pendant plusieurs siècles encore.
Les Chinois ont commencé à faire des miroirs en utilisant des amalgames argent-mercure dès le Ve siècle.

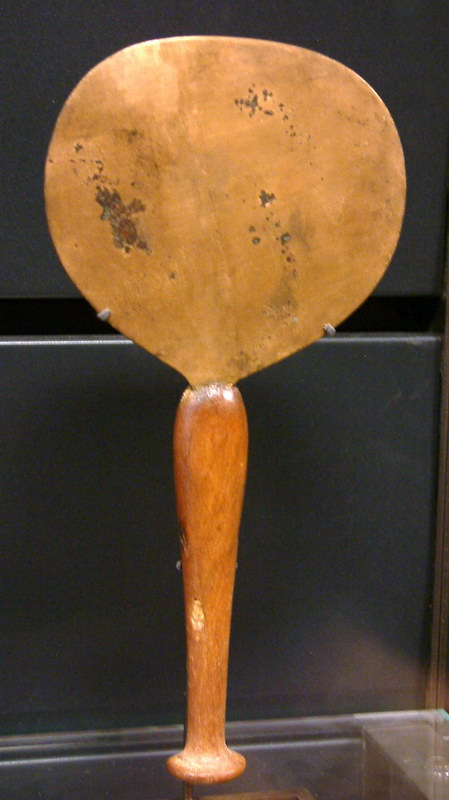
Miroir égyptien en bronze, 1200 ans av. J.-C.
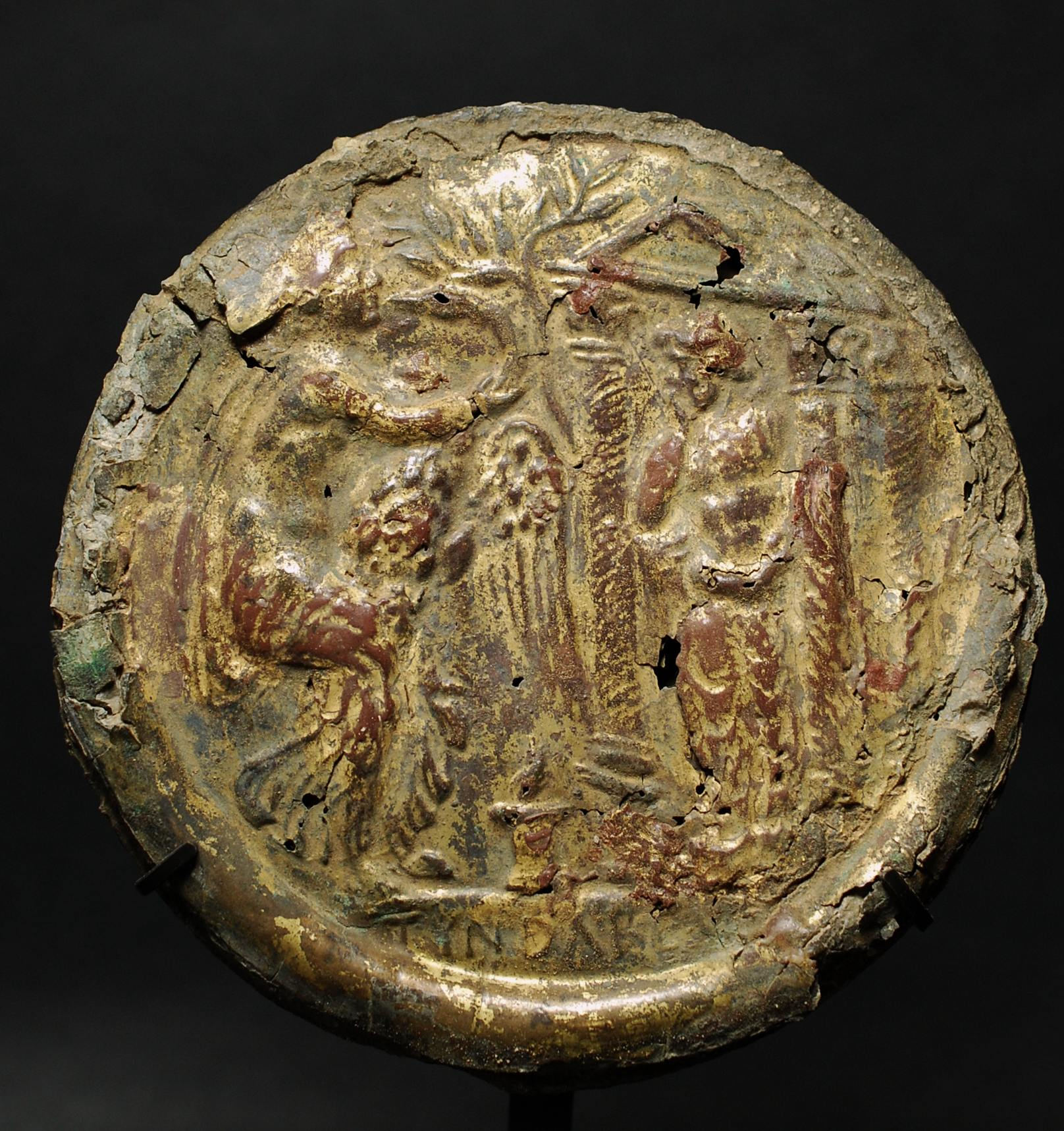
Miroir en bronze doré décoré de Léda et le cygne, art romain, IIe siècle.
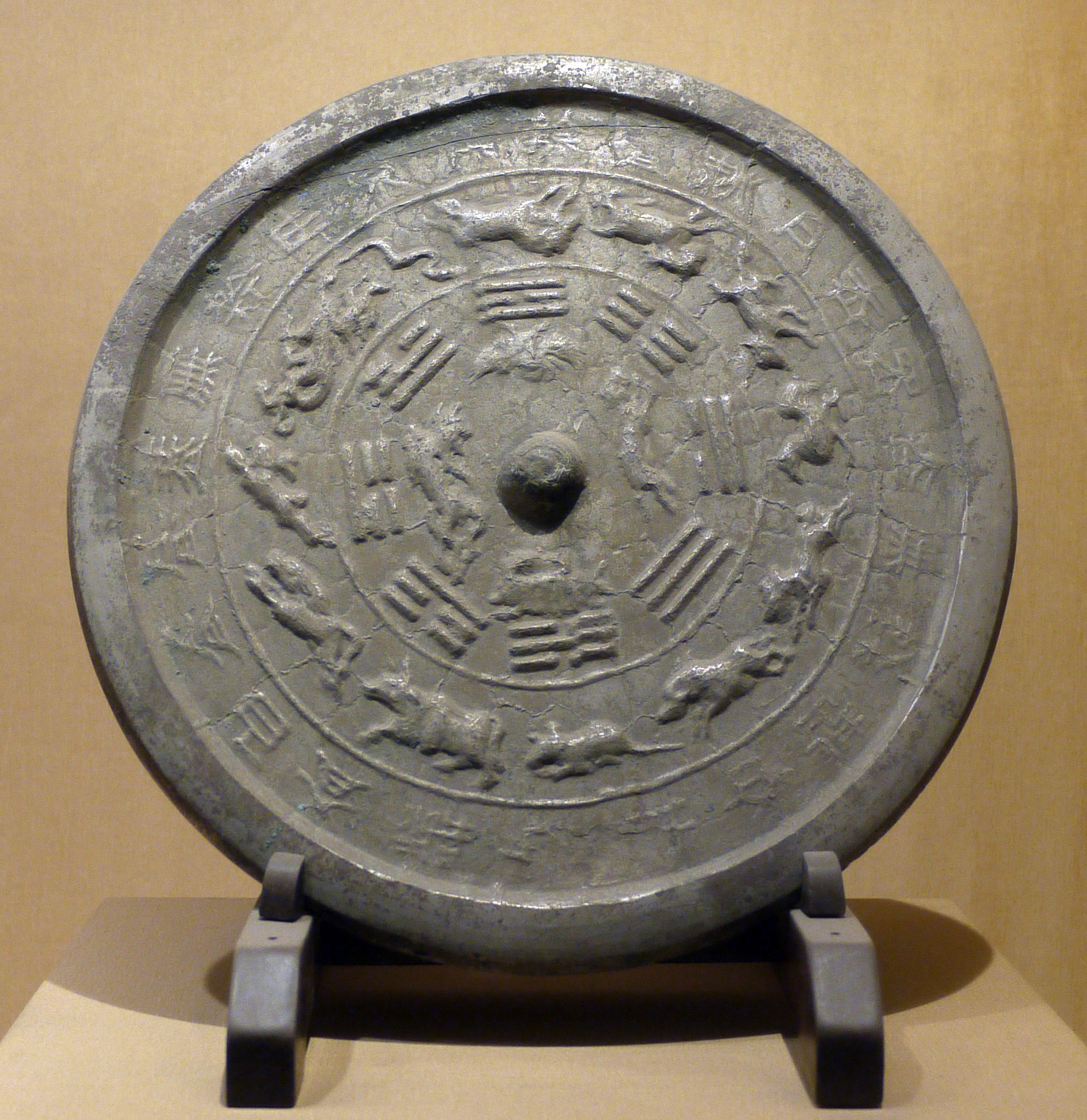
Miroir en bronze, période des cinq dynasties (907-960), Chine, musée de Suzhou.

Au Moyen Âge, les miroirs sont sertis dans de petites boîtes à deux couvercles appelés « valves de miroir » qu'il faut dévisser pour voir le miroir.
À la Renaissance, les fabricants européens mettent au point une méthode supérieure de miroir en verre recouvert d'un amalgame d'étain-mercure. La date exacte et le lieu de la découverte sont inconnus, mais Venise est réputée dès le XVIe siècle pour ses verreries utilisant cette nouvelle technique. Les miroirs et glaces de cette époque fabriqués sur l'île de Murano restent des produits de luxe, les maîtres verriers Vénitiens gardant jalousement ce secret de fabrication durant un siècle avant de partager leur savoir-faire dans le reste de l'Europe.
La Manufacture royale de glaces de miroirs, futur Saint-Gobain, en est un fabricant important, de même que les verreries germaniques et de Bohême qui produisaient des miroirs à un coût moindre.
L'invention du miroir argenté en verre est créditée au chimiste allemand Justus von Liebig en 1835 : l'amalgame d'étain-mercure étant toxique, il le remplaça par le dépôt d'une fine couche d'argent métallique sur le verre grâce à la réduction chimique du nitrate d'argent. Ce processus d'argenture a permis la fabrication en masse des miroirs et a rendu leurs prix abordables.
Pour les populations rurales, le miroir a été longtemps un objet sans utilité vitale et par conséquent, relevant du luxe propre aux classes aisées. Jusqu'à la fin du XIXe siècle, le paysan n'en possédait pas et n'en faisait habituellement usage que chez le coiffeur. S'il était aisé, sa femme pouvait également se mirer à l'occasion de certaines emplettes (modiste). Ses compagnes moins fortunées devaient se contenter de fragments de miroir ou choisir un petit miroir dans l'éventaire d'un colporteur.
Encore, ces miroirs sont-ils de taille réduite et ne permettant pas de se voir aisément de la tête au pied.
La hausse du niveau de vie a favorisé la commercialisation des miroirs, de tous types et dans tous les milieux. En se répandant ainsi, cet objet — ami de Narcisse — a participé à diverses modifications des mentalités, attitudes et comportements, en particulier dans le domaine de l'image de soi et de l'esthétique. Finalement, au cours du XXe siècle, les « miroirs en pied » sont devenus un élément standard de la chambre à coucher, puis une ou deux décennies plus tard de la salle de bains. Ces miroirs, en permettant d'avoir une bonne idée de la façon dont les autres nous voient, vont être d'un usage quotidien en proportion de la préoccupation de l'image donnée, de la même manière que le miroir simple est utilisé pour le contrôle des soins cosmétiques du visage, particulièrement du maquillage. Intégré aussi intimement aux mœurs, le miroir ne peut qu'accélérer leur évolution et diffusion : ainsi, il permet aux individus de suivre les variations de la mode plus rapidement, jusqu'à influencer leur silhouette.
Aujourd'hui, les miroirs sont le plus souvent produits par le dépôt sous vide ou par dépôt électrolytique sur une plaque de verre (plus ou moins épaisse, elle sert de support et de protection) d'une couche réfléchissante d'aluminium (plus rarement d'argent qui s'oxyde rapidement, ces miroirs modernes réfléchissant 80 % de la lumière totale) et d'une couche de cuivre ou de plomb (tain du miroir le rendant opaque).

## Principe

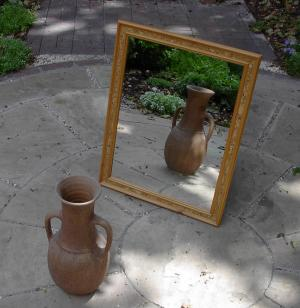
Reflet d'un vase dans un miroir.

L'adjectif relatif au miroir est spéculaire, du latin specularis, lui-même dérivé du verbe specio, « regarder ». Le spéculum, outil médical utile pour observer un endroit du corps, a la même étymologie.
On peut se voir en utilisant le reflet à la surface de l'eau (comme Narcisse) ou dans une vitre ; dans ce cas la réflexion est partielle tandis qu'avec un miroir parfait la réflexion est totale.
On peut aussi obtenir de la réflexion totale lorsqu'un rayon passe d'un milieu d'indice de réfraction élevé vers un milieu d'indice faible, sous une incidence rasante ; par exemple lorsqu'un rayon passe de l'eau dans l'air, ou bien du verre dans l'air. Cette propriété est utilisée pour les prismes à réflexion totale et les fibres optiques.
Lorsque l'on dit que la surface d'un miroir doit être polie, cela signifie qu'aucun défaut n'est acceptable afin que toute la réflexion de l'onde incidente se fasse dans la direction voulue. La taille du défaut visible est de l'ordre de la longueur d'onde de l'onde électromagnétique. Ainsi, avec la lumière visible, les défauts doivent être plus petits que 0,01 μm, ce qui est très contraignant techniquement parlant. En revanche, avec les ondes utilisées par la télévision, le défaut doit être plus petit que 0,1 mm seulement, ce qui explique que les paraboles de télévision (qui sont des miroirs permettant de concentrer, de focaliser les ondes émises par les satellites) soient rugueuses à l'œil et sous la main ; elles sont en revanche parfaitement lisses pour les ondes hertziennes. Pour les radars, l'ordre de grandeur du défaut admissible est de l'ordre du cm, on peut donc utiliser un grillage comme miroir ; Il en est de même que pour certains radiotélescopes.

## Réalisation
Les premiers miroirs ont été fabriqués en polissant du métal. Pour éviter les problèmes d'oxydation du métal tout en gardant une bonne rigidité, on utilise maintenant en général une fine feuille de métal accolée sous une plaque de verre.
Dans ce dernier cas, il y a un phénomène de réflexion (dite partielle) et de réfraction dans la plaque de verre, protégée au dos par un revêtement appelé tain, d'où naissance de deux images d'intensité très inégales, dont la plus faible est tout de même perceptible mais qui, dans l'usage courant, n'a pas d'importance, notre cerveau l'éliminant au titre d'image parasite.
En photographie, les miroirs, utilisés pour faire des clichés à 90° (pour conserver plus de naturel chez le sujet photographié) sont de « vrais miroirs » donc sans glace interposée. De même dans les expériences d'optique (interférences avec les miroirs de Fresnel, par exemple) et en astronomie, on utilise des miroirs dits « face avant », dans lesquels le verre est utilisé seulement comme support mécanique stable d'une surface réfléchissante.

## Utilisations

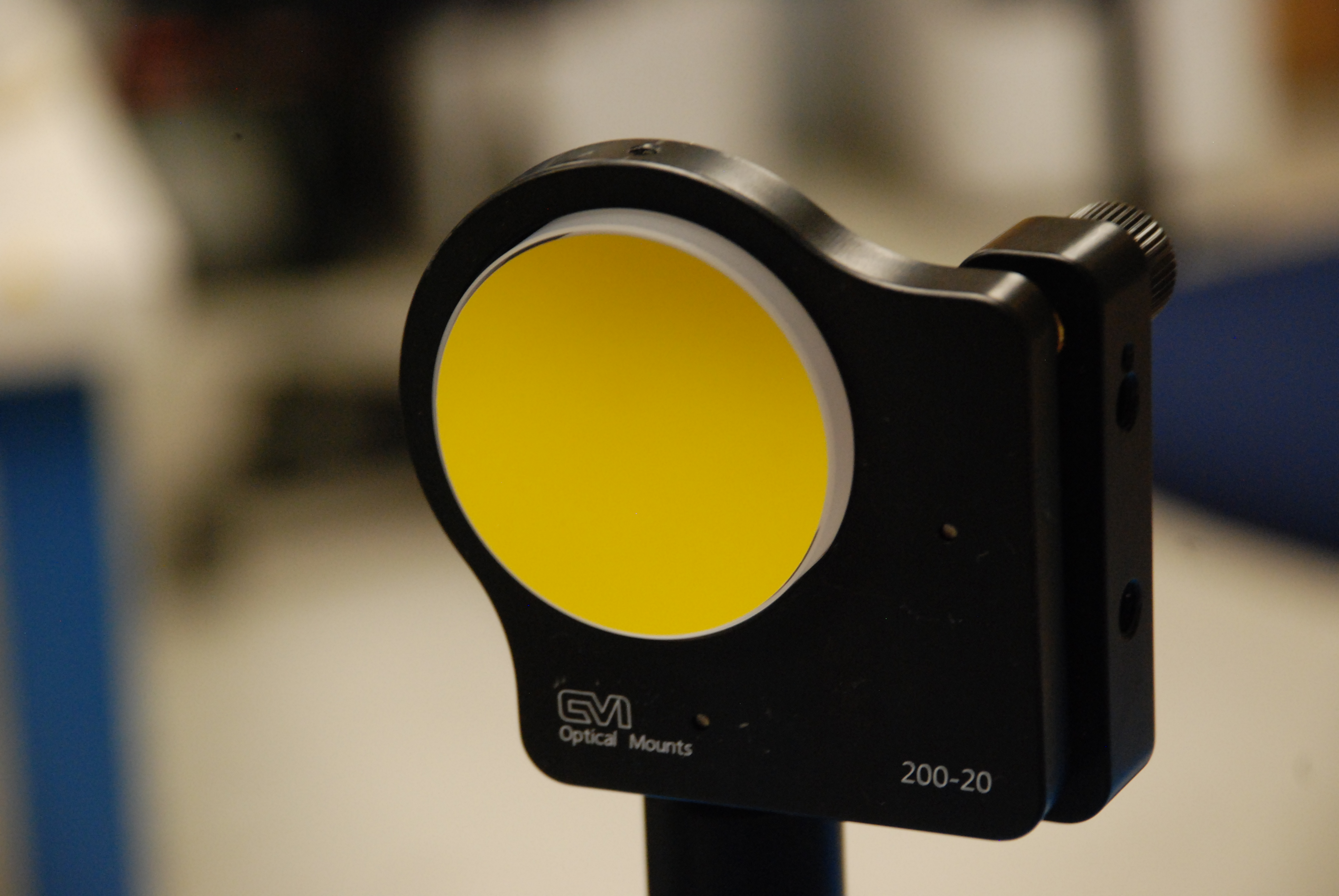
Miroir métallique (or) utilisé pour des expériences de physique. Le miroir est tenu par une monture orientable de manière à pouvoir régler très précisément son orientation.

Selon la légende, Archimède, entre 215 et 212 av. J.-C., se serait servi de miroirs concaves pour concentrer les rayons du Soleil et enflammer les voiles des navires romains qui attaquaient Syracuse (« miroir ardent »). Cette propriété de focalisation est utilisée de nos jours dans les télescopes ainsi que pour le four solaire d'Odeillo.
Le champ de vision humain est limité. En réfléchissant les rayons venant d'une autre direction, un miroir permet d'étendre ce champ de vision dans d'autres directions (mais il masque une partie du champ de vision direct) ; c'est le principe des rétroviseurs d'automobile.
Un miroir bien placé permet de voir derrière un objet ; par exemple, le coiffeur met un miroir derrière la tête du client pour que celui-ci puisse voir, dans le miroir lui faisant face, la coupe vue de derrière. Les dentistes utilisent un petit miroir au bout d'une tige pour voir l'arrière des dents. Les services de sécurité, police ou douane peuvent inspecter le dessous d'un véhicule, d'un meuble bas ou le dessus d'une armoire avec un système similaire.
Les miroirs évoqués ci-dessus ont pour but de donner une représentation fidèle (ou légèrement déformée mais agrandie) des objets. Mais un miroir peut aussi donner une vision volontairement déformée, par exemple dans les miroirs déformants à vocation humoristique des attractions de foire.

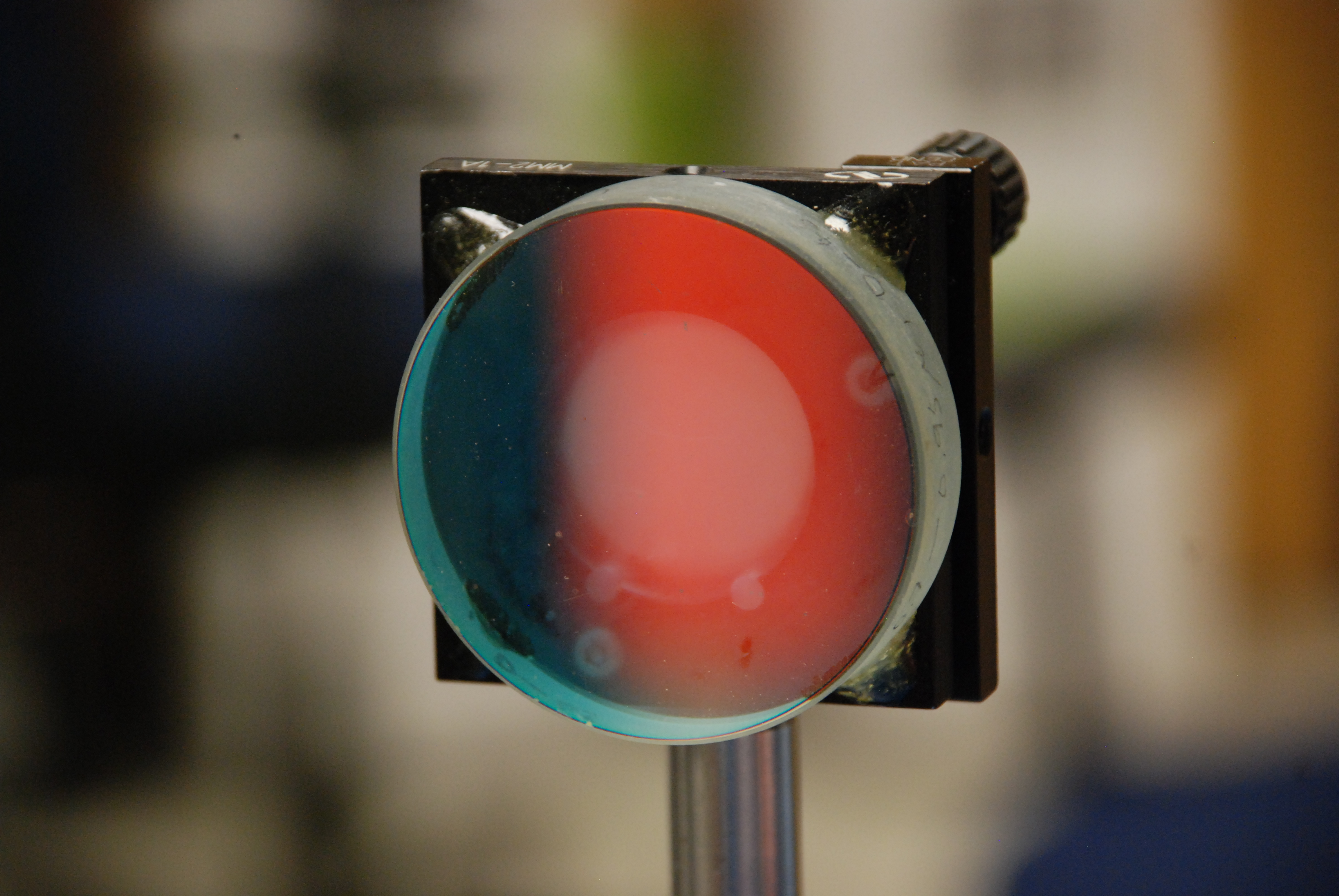
Miroir dichroïque sur sa monture à vis micrométriques. Les miroirs dichroïques permettent de refléter une couleur et de laisser passer toutes les autres. La couleur qu'ils laissent passer dépend de l'angle entre le miroir et le rayon lumineux.

Les anamorphoses à miroir permettent grâce à l'interposition d'un miroir cylindrique ou conique de faire apparaître une image qui est la réflexion d'une image déformée conçue à cet effet. L'image déformée est peinte sur une surface plane autour d'un emplacement prévu du miroir ; ce n'est qu'en y installant le miroir que l'image apparaît non déformée sur la surface du miroir. Répandu aux XVIIe et XVIIIe siècles, ce procédé a permis de diffuser caricatures, scènes érotiques et scatologiques, scènes de sorcellerie et grotesques qui se révélaient pour un public confidentiel lorsque le miroir était bien positionné sur la peinture.
Les miroirs réfléchissent les rayons de manière symétrique, loi décrite par Descartes au XVIIe siècle et inversent l'image de l'objet par une symétrie droite/gauche. Ainsi, si l'on voit un objet, à partir de l'orientation du miroir (angle que fait sa surface avec l'axe de vision), on peut déterminer la direction dans laquelle se trouve l'objet observé. Ce principe est utilisé dans les sextants pour déterminer la hauteur d'un astre (angle par rapport à l'horizon), et par les géomètres pour déterminer les distances.
Un miroir peut réfléchir un rayon lumineux vers l'endroit d'où il vient, après avoir parcouru une certaine distance, mais le problème technique à résoudre sera celui de l'alignement. Le temps de trajet de la lumière a ainsi servi à la mesure de la vitesse de la lumière. Cette vitesse étant connue, on peut se servir de cette technique pour déterminer les distances ; par exemple, on a mesuré la distance Terre-Lune-Terre à l'aide d'un faisceau laser émis depuis la Terre, réfléchi par un bloc trièdre de miroirs placé sur la Lune par une mission Apollo et revenant ensuite vers sa source. (voir Réflecteur lunaire)
Un miroir semi-transparent peut séparer un rayon de lumière en deux rayons identiques. Ces deux rayons ayant par la suite un trajet différent, la différence finale entre les rayons permet de connaître la différence entre les milieux traversés ou les objets rencontrés. C'est ainsi qu'en prenant un des rayons comme référence, on peut construire un hologramme (dans le cas d'un faisceau de lumière cohérente). Cette technique est aussi utilisée en interférométrie ; si cela peut servir en travaux pratiques d'optique pour apprendre à connaître les propriétés de la lumière, les interféromètres ont aussi permis d'établir l'invariance de la vitesse de la lumière (expérience de Michelson-Morley), rendant inutile et incohérente l'hypothèse de l'éther et ouvrant la voie à d'autres théories (particulièrement la relativité restreinte). Les interféromètres sont également utilisés pour la mesure des ondes gravitationnelles.
Si un rayon est réfléchi et fait un aller-retour, il parcourt une distance double ; à l'aide de miroirs, on peut donc avoir un grand trajet optique dans un espace réduit. Ceci est utilisé pour certaines expériences d'optique, ainsi que pour avoir des télescopes compacts.
Si un rayon est piégé entre deux miroirs, cela crée une cavité résonnante qui permet de sélectionner les longueurs d'onde ; ceci est utilisé dans les laser et permet d'avoir une lumière monochromatique et cohérente.
On notera qu'on se sert du test du miroir en zoologie et en philosophie de l'esprit pour apprécier le degré de conscience de soi dont font preuve les différentes espèces animales.
Les miroirs sont utilisés en prestidigitation, dans des jeux et attractions.
Les miroirs sans tain, d'aspect normal par l'avant mais transparents selon leur face arrière, sont utilisés « pour voir sans être vu ».

## Symbolisme

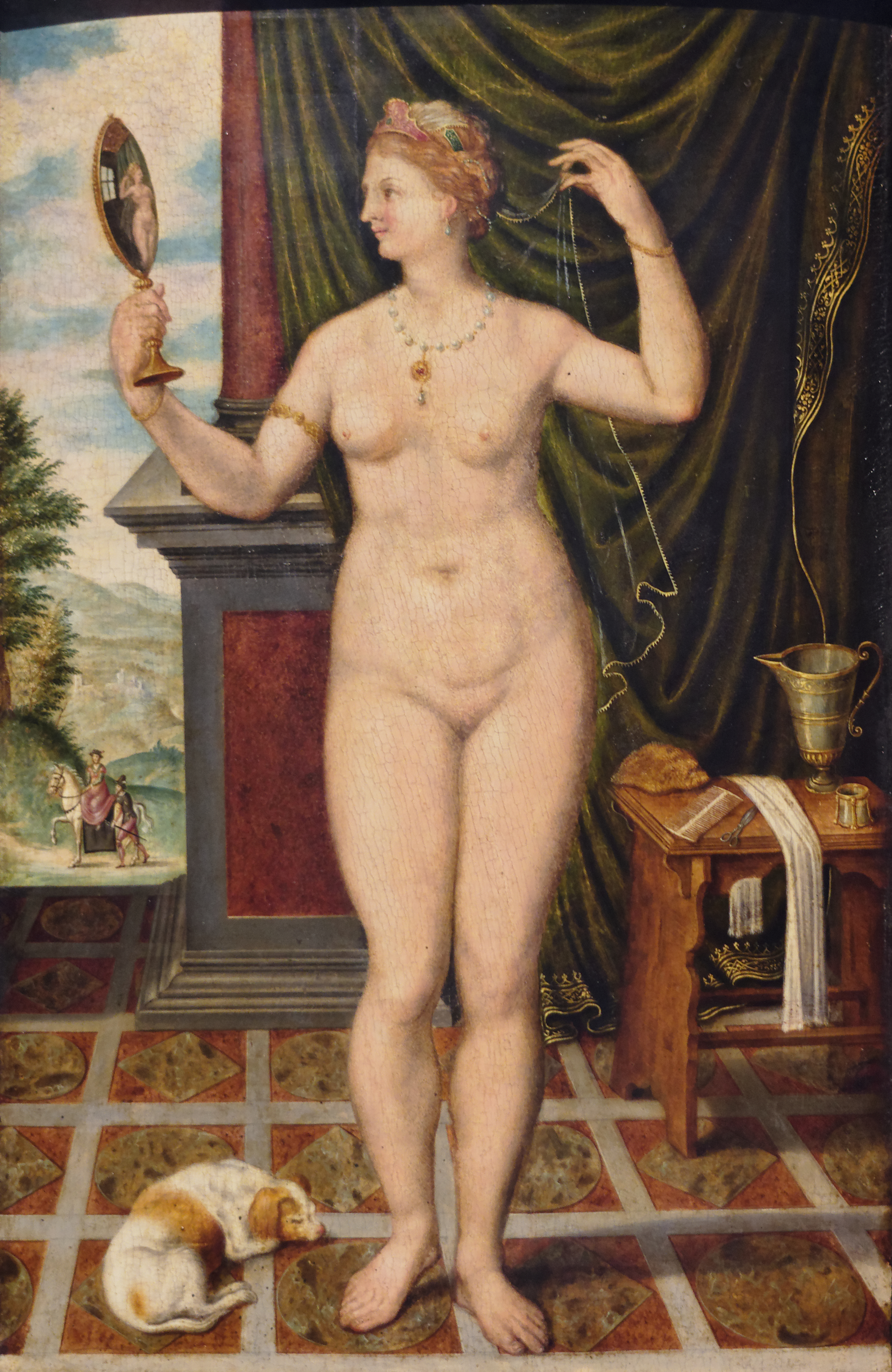
Vénus au miroir, école de Fontainebleau.

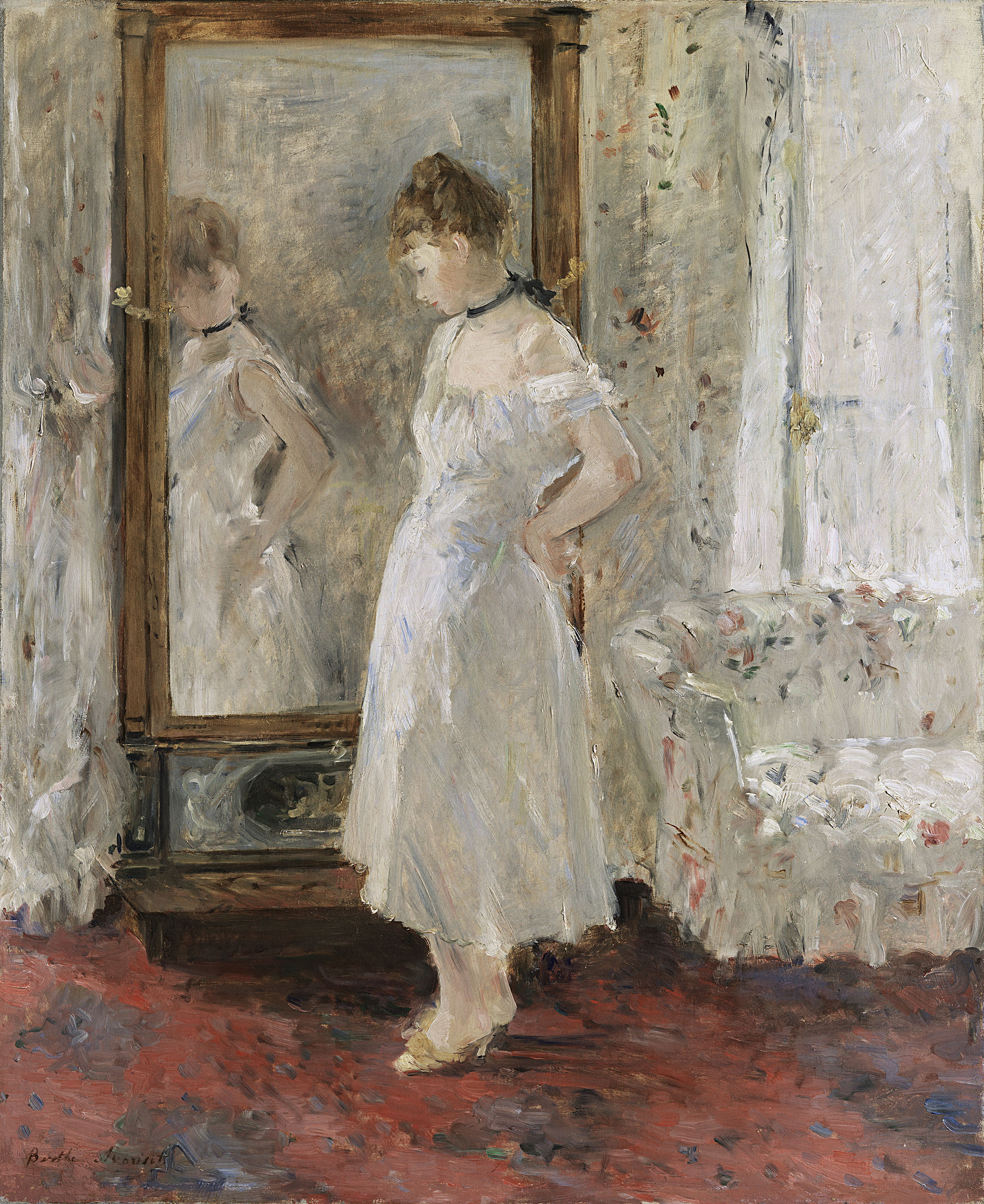
La Psyché, peinture de Berthe Morisot.

Le miroir plan renvoie une image fidèle (considérée abusivement comme « inversée ») de la personne qui se regarde dedans ; il est donc chargé d'une forte connotation symbolique. Il permet de se voir tel que l'on est, mais toujours sous un seul et même angle (face à face et inversé), notamment avec ses défauts. Il est souvent associé à la vérité, comme le miroir magique de Blanche-Neige.
Le miroir est également l'inverseur de la vérité. Dans Don Quichotte, le Chevalier des Miroirs est l'ennemi mortel de l'Hidalgo dont il renie l'inspiration.

Il s'agit, avec le labyrinthe, de l'un des thèmes récurrents des récits et des poèmes de l'Argentin Jorge Luis Borges, en particulier parce que le miroir met en scène l'obsession borgésienne de la symétrie secrète existant en toutes choses. Dans la première nouvelle du recueil Fictions, titrée Tlön, Uqbar, Orbis Tertius, le narrateur place une boutade célèbre dans la bouche de l'un des amis de Borges (lequel donc est également un des personnages du récit, tout comme « l'ami » du reste) : 

« Bioy Casares se rappela alors qu'un des hérésiarques d'Uqbar avait déclaré que les miroirs et la copulation étaient abominables, parce qu'ils multipliaient le nombre des hommes. »

C'est aussi un symbole fort de la mythologie japonaise, et du shintoïsme ; c'est également un des attributs de la déesse japonaise du soleil Amaterasu.
En spiritualité, le miroir occupe une place prépondérante car c’est le passage vers l’au-delà. A ce titre, les médium le considèrent comme une frontière entre la vie (notre monde) et  la mort (l’autre monde), comme une passerelle de communication avec les esprits (fantômes) et autres entités. 
Le psychanalyste Jacques Lacan définit le « stade du miroir », qui est le moment où l'enfant prend conscience que c'est lui-même qu'il voit dans un miroir. Cette connaissance de soi (et non cette reconnaissance, puisque, avant de se voir dans un miroir, un enfant n'a pas d'appréhension de son corps comme formant une unité totale fonctionnelle) intervient entre 18  et   24 mois, en général. Elle participe de la mise en place du corps comme unifié (en opposition au corps morcelé préexistant au stade du miroir, et problématique dans les affections schizophréniques), et de la structuration du moi. Le stade du miroir est aussi corollaire de l'apparition de la négation chez l'être humain.
Dans la littérature et les croyances populaires, le miroir est aussi le symbole d'une porte, d'une limite vers un autre monde, particulièrement mis en valeur dans le roman de l'écrivain britannique Lewis Carroll De l'autre côté du miroir paru en 1871 (qui forme la suite de son roman Alice au pays des merveilles paru en 1865) : Alice franchit un miroir au-dessus du manteau d'une cheminée et se trouve ainsi dans un pays merveilleux.

Dans Orphée (1950), le cinéaste Jean Cocteau montre lui aussi les miroirs comme des portes, mais qui permettent de passer dans l’au-delà. Pour ceux qui les franchissent, la surface en paraît alors liquide (dans le film, les effets spéciaux concernés impliquent l’emploi de bassins de mercure). Heurtebise (François Périer), parlant à Orphée (Jean Marais), dira d’ailleurs : 

« Je vous livre le secret des secrets. Les miroirs sont les portes par lesquelles la mort vient et va. Du reste, regardez-vous toute votre vie dans un miroir, et vous verrez la mort travailler, comme des abeilles dans une ruche de verre. »

Dans le roman The Phoenix and the Mirror (en) (Le Phénix et le Miroir) paru en 1969, l’auteur américain Avram Davidson imagine, dans un monde antique alternatif, « un miroir de bronze vierge » appelé le « spéculum majeur » (fabriqué grâce à la magie et l’alchimie, il joue un rôle central dans l’intrigue), grâce auquel on peut observer une scène qui se produit en n’importe quel lieu, même très éloigné. Ce, à condition 1° que le cuivre et l’étain qui le composent n’aient jamais été travaillés auparavant par l’homme (pas question donc de recycler du métal pour le fabriquer) et 2° qu’il s’agisse du « premier regard » que l’on y porte. Après ce « premier regard », lors de toute observation ultérieure, le « spéculum majeur » ne se comportera plus que comme un banal miroir. C’est pour cette raison que le polissage en est effectué par des artisans aveugles, dans une pièce plongée dans l’obscurité.
Le miroir est présent dans de nombreuses religions en tant qu'instrument magique ou sacré. Par exemple dans le bouddhisme tibétain, il est symbole de l'une des plus hautes connaissances : que la réalité de toute manifestation n'est que vacuité. Dans le chamanisme mongol, il y a parfois une utilisation d'un miroir, le toli (terme désignant également le dictionnaire en mongol), pour des pratiques de purification et de divination.
Le miroir brisé est depuis l'Antiquité l'objet de superstitions. Les Grecs pratiquaient la catoptromancie car ils pensaient que le miroir était le reflet de l’âme. Pour lire l'avenir, ils utilisaient un récipient en terre cuite recouvert d’une pellicule d’eau. Si ce « miroir » improvisé se brisait, la personne venue consulter l’oracle était déclarée maudite.
Au XVIe siècle, à Venise, les maîtres de maison menaçaient leurs domestiques de sept ans de malheur s’ils brisaient un miroir, qui était alors un objet précieux.

#### Ouvrages généralistes
- Philippe Ariès et Georges Duby (direction), Histoire de la vie privée, 5 tomes, Le Seuil

#### Sur les miroirs
- Jurgis Baltrušaitis, Le Miroir, essai sur une légende scientifique, révélations, science-fiction, Le Seuil, 1978
- Jurgis Baltrušaitis, Anamorphoses, Flammarion, coll. « Champs » no 623, 1997
- (en) Jonathan Miller, On Reflection, National Gallery Publications Limited, 1998
- Régor-Robert Mougeot, Le Miroir, symbole des symboles, éditions Dervy, 1995
- Sabine Melchior-Bonnet, Histoire du miroir, Hachette littératures, 1998
- (it) Francesco Tigani, Lo specchio, la strega e il quadrante. Vetrai, orologiai e rappresentazioni del 'principium individuationis' dal Medioevo all'Età moderna, Aracne, 2012

### Filmographie
- 1947 : Miroir de Raymond Lamy